# KV14
KV14, Гробниця Таусерт (англ. Kings' Valley № 14) — гробниця єгипетських фараонів Таусерт і її наступника Сетнахта — одна з найбільших гробниць в Долині царів, що належить до XIX династії (XII століття до н. е.).
Гробниця була відкрита і відома з найдавніших часів. У 1983—1987 її докладно дослідив Хартвиг Алтенміллер.

## Архітектура
У гробниці знаходяться дві камери поховання.

## Історія
Будівництво гробниці розпочала цариця Таусерт, дружиною Сеті II, яка пізніше правила Єгиптом як фараон. Відомо чотири окремих етапи будівництва. Перший — починаючи з того, коли Таусерт була ще просто дружиною фараона Сеті II. Другий етап будівництва почався вже після смерті Сеті II, за царювання фараона Саптаха.
Близько 1190 до н. е., коли Таусерт стала співправителем Саптаха, почалися роботи над другою похоронною камерою, з відповідними їй розмірами. Незабаром розміри гробниці були збільшені.
Близько 1187 до н. е. Таусерт стала фараоном і наказала змінити гробницю, щоб відобразити в ній свій царський статус.
Всі розписи в гробниці були виконані в жовтих тонах, що символізує золото — нетлінну плоть єгипетських богів. Себе Таусерт, на відміну від своєї попередниці Хатшепсут, називала не «син Ра», а «дочка Ра».
Сетнахт, батько Рамсеса III, створив свою власну усипальницю в Долині царів. Але гробницю не встигли закінчити до його смерті. Саме тому Рамзес III, можливо, за побажанням свого батька, спочатку заховав його в гробниці цариці Таусерт, але після хотів перенести в окрему гробницю, коли роботи над нею закінчаться.

## Галерея

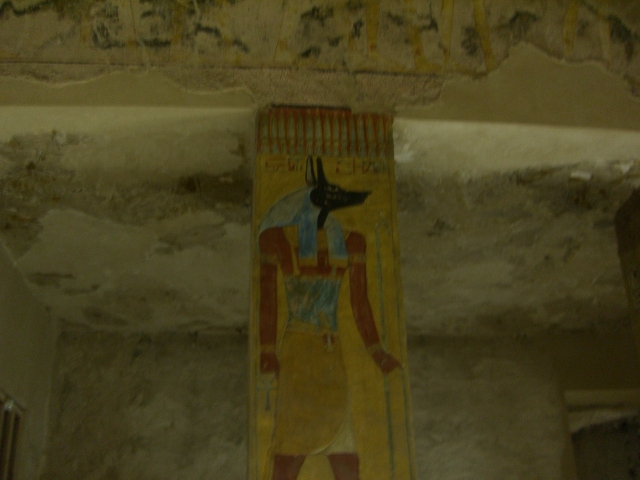
Зображення Анубіса на стовпі
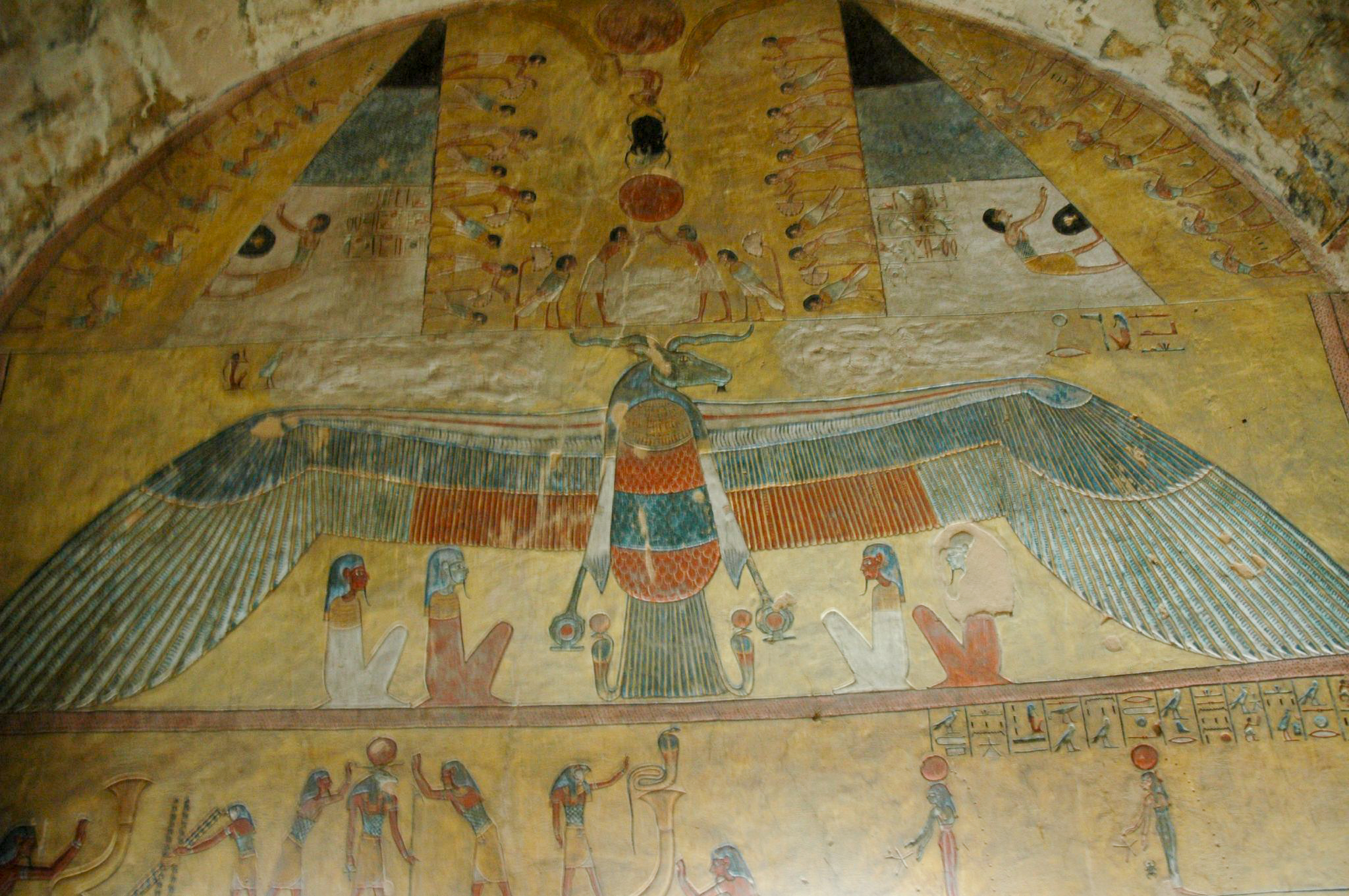
Похоронний зал
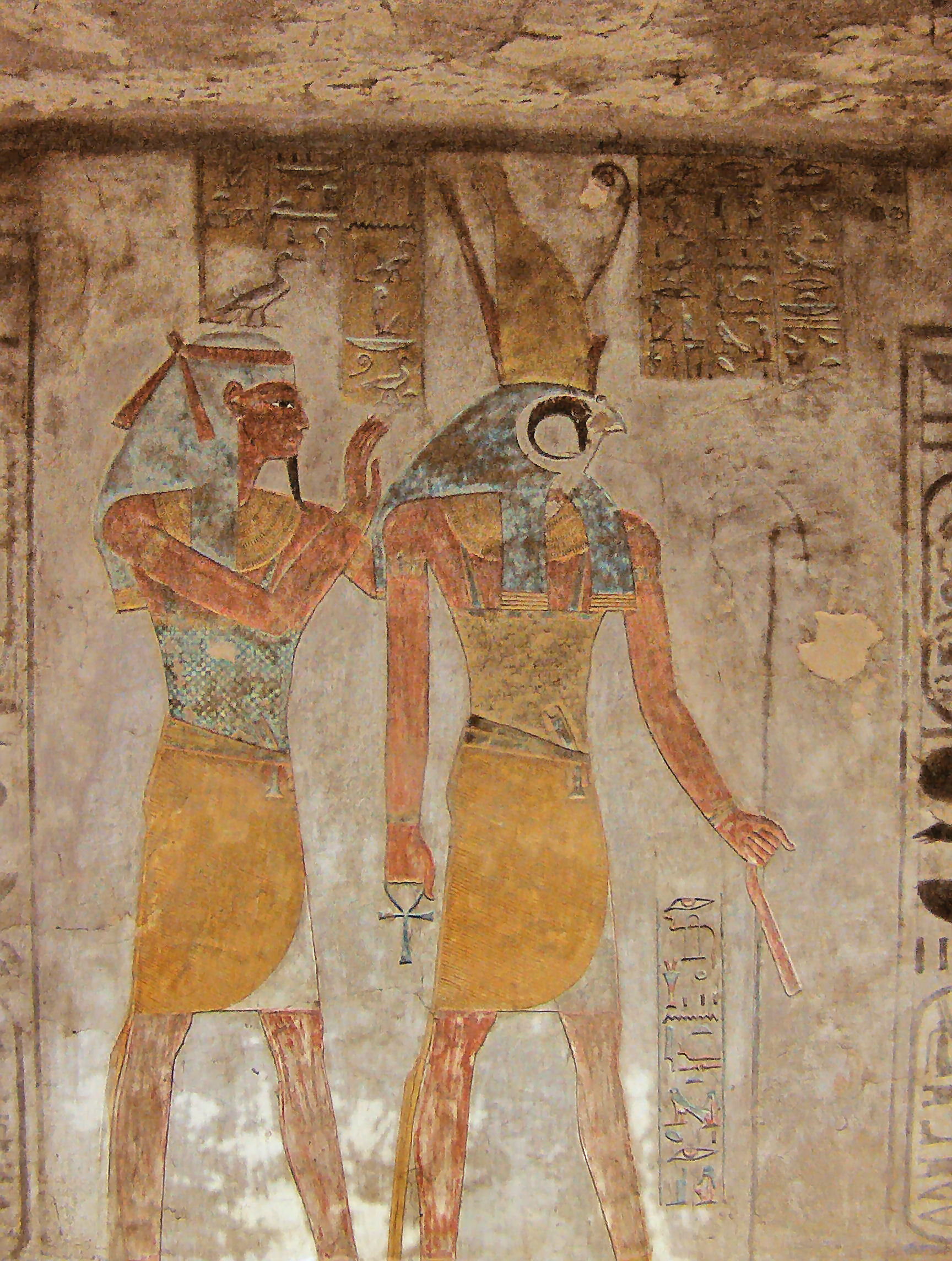
Боги  Хор і Геб
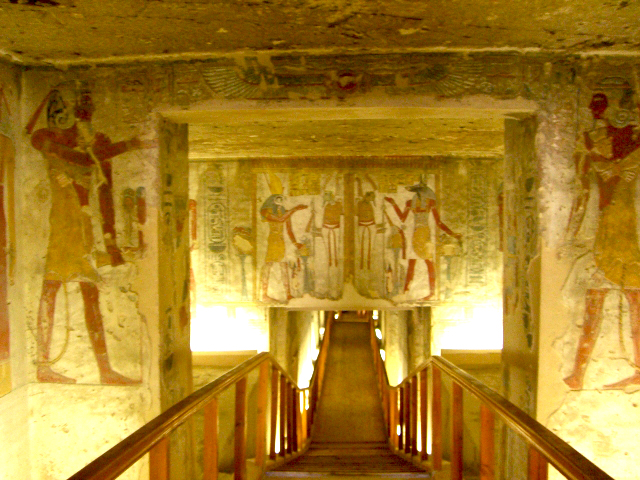
Гробниця Таусерт і Сетнахта
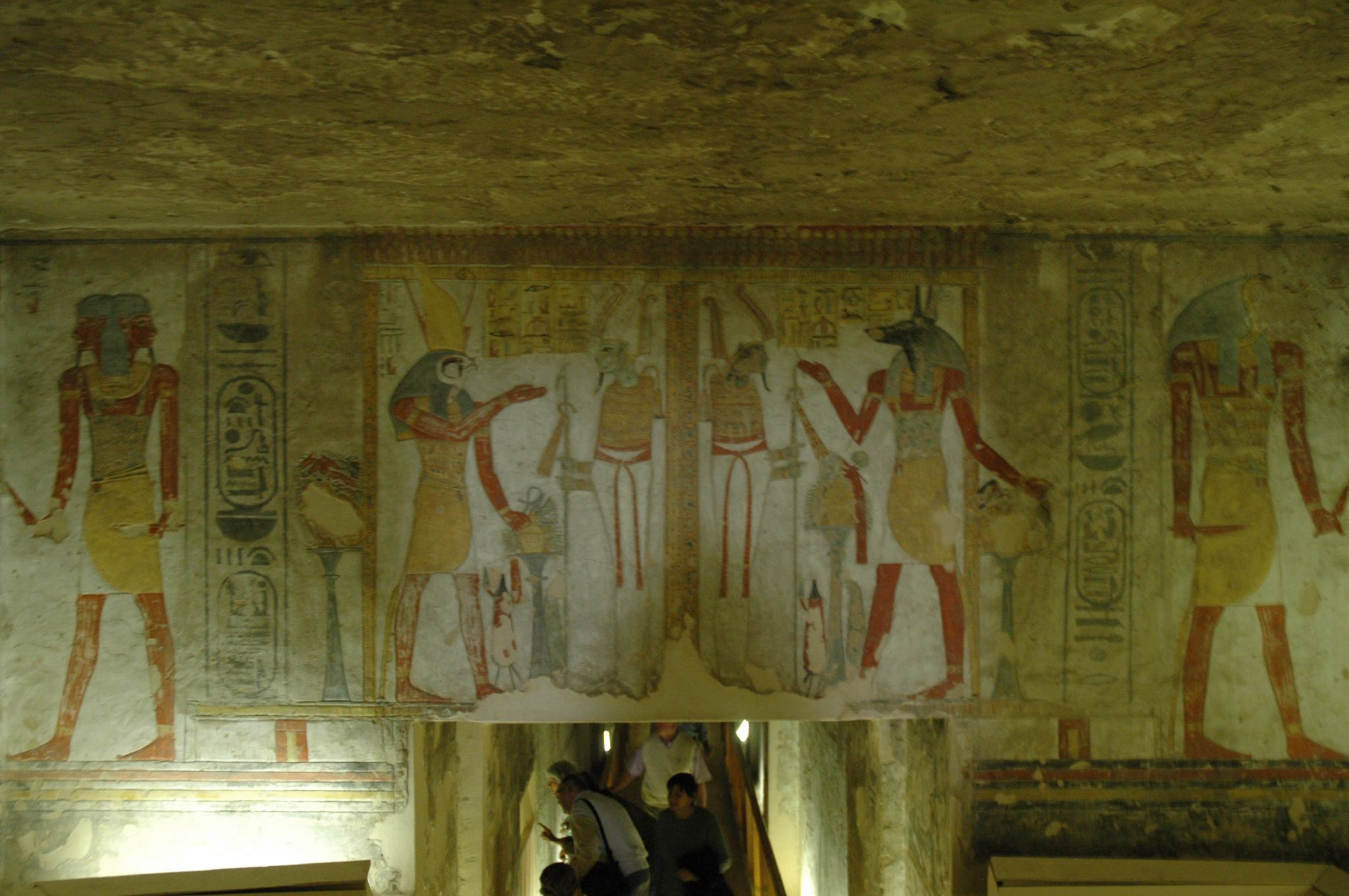
Гробниця Сетнахта KV14a